# Grahamiella
Grahamiella Spooner – rodzaj grzybów z rodziny przeźroczkowatych (Hyaloscyphaceae).

## Systematyka i nazewnictwo
Pozycja w klasyfikacji według Index Fungorum
Hyaloscyphaceae, Helotiales, Leotiomycetidae, Leotiomycetes, Pezizomycotina, Ascomycota, Fungi.
Gatunki
- Grahamiella dryadis (Nannf. ex L. Holm) Spooner 1981
- Grahamiella variabile (Nograsek & Matzer) Spooner 1999

Nazwy naukowe na podstawie Index Fungorum. Wykaz gatunków według M.A. Chmiel .
W Polsce występuje  Grahamiella variabile.